# Rudolfov (Zábřeh)
Rudolfov (německy Rudolphsthal) je vesnice, součást města Zábřeh v okrese Šumperk. Tvoří oboustrannou ulicovku v údolí Moravské Sázavy podél železniční tratě Česká Třebová – Přerov, pod vrchem Humenec, na němž se nachází Skalička.

## Historie
Ves vznikla roku 1824, pojmenována byla podle olomouckého arcibiskupa Rudolfa Jana Habsbursko-Lotrinského, jenž svolil k jejímu založení na pozemku mírovského panství. Po zrušení patrimoniální správy v roce 1848 byl Rudolfov součástí Skaličky. Od roku 1869 byl samostatnou obcí, a to až do roku 1949, kdy se stal součástí Zábřehu. V následujících letech měl status místní části, který byl zrušen k 1. lednu 1976.
Při sčítání obyvatel roku 1920 bylo v Rudolfově napočítáno 642 obyvatel v 74 domech. K české státní příslušnosti se hlásilo 549 obyvatel, k německé 91 a 2 cizí příslušníci. Římskokatolíků bylo napočítáno 577.

## Obyvatelstvo
| 1869 | 1880 | 1890 | 1900 | 1910 | 1921 | 1930 | 1950 | 1961 | 1970 | 1980 | 1991 | 2001 | 2011 |
| ---- | ---- | ---- | ---- | ---- | ---- | ---- | ---- | ---- | ---- | ---- | ---- | ---- | ---- |
| 418  | 431  | 556  | 692  | 692  | 642  | 566  | 351  | 351  | 297  | —    | —    | —    | —    |